# 潘塔納爾濕地
潘塔纳尔湿地，位於南美洲巴西马托格罗索州及南马托格罗索州，濕地部份在玻利維亞及巴拉圭境內，總面積達242,000平方公里，是世上最大的濕地。
潘塔纳尔地勢平坦而輕微傾斜，有著曲折的河流，在雨季時會泛濫，超過80%面積會被水淹沒，是全球最豐富的水生植物集中地。潘塔纳尔被認為是全球動植物最密集的生态系统。雖然潘塔纳尔湿地與鄰近的亞馬遜雨林相比顯得相形見拙，但實際上兩者是同樣地充滿生氣的新熱帶區。

## 地理

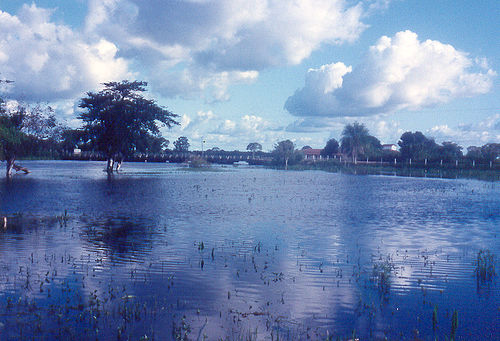
潘塔納爾被水淹沒，背後是私人農莊

潘塔纳尔是安地斯山脈形成之前的大規模地殼擠壓所造成。地殼擠壓造成內部的三角洲，高原上幾條的河流匯集，多年來不斷將沈澱物及土壤侵蝕的殘餘物沖積於潘塔纳尔地區內。
潘塔纳尔平均每年降雨量為1,000至1,400毫米，巴拉圭河亦為濕地供水。濕地的平均溫度為攝氏25度，溫度於0度至40度之間波動。
12月至5月為潘塔纳尔的雨季，濕地的水平線會上升逾3米。正如尼羅河每年的泛濫一樣，造就肥沃的土地，潘塔纳尔水位的上升不但滋養了當地的生產者，及滋養了當地的物種。人類過份佔用資源已經造成問題，潘塔纳尔內接近99%的土地被私人擁有，特別用作農耕及經營大牧場。
潘塔纳尔湿地是天然的水質處理設備，具有強大的沉積和淨化作用。流水進入濕地後，各種物質隨水流緩慢而沉積，成為濕地植物的養料，其中的有毒物質被迅速分解。但是，假若這個淨化系統負荷過重，濕地的物種就會遭殃。工業發展（特別是採金業）已開始為濕地帶來問題。

## 動物
潘塔納爾濕地生態系統棲息了約有463種鳥類、269種魚類、236種哺乳動物、141種爬蟲與兩生類、及超過9,000種的無脊椎動物。
其中，蘋果螺為潘塔納爾濕地的關鍵種；濕地每年都會有一段時間是淹沒於水中，這使得被浸沒的植披會死去並逐漸腐爛。在腐爛的過程中，負責分解的微生物會將水中的氧氣耗盡，使環境變得不適合其他較大型的分解者生存。然而蘋果螺同時具有肺與鰓，可以將呼吸管伸出水面，直接將空氣引入肺囊，這讓牠們得以於繼續於缺氧水體中生存，分解腐壞的植物，提供之後的植物生長營養所需。此外，蘋果螺本身也是很多動物的食物。
潘塔納爾濕地當地最稀有的物種莫過於沼澤鹿與巨獺，此外也棲息了許多瀕危及近危物種，包括：紫藍金剛鸚鵡（因其高達10,000美元的黑市價，被大量捕捉至瀕臨絕種）、冕雕、鬃狼、藪犬、南美貘、大食蟻獸、美洲豹及巨犰狳。其他無危物種則包括水豚、虎貓與巴拉圭凱門鱷。根據1996年的資料，潘塔納爾濕地中共棲息了1,000萬頭的凱門鱷，為當時全世界鱷魚棲息密度最高的地區。
一共有13種的鷺、6種的䴉與琵鷺、5種的翠鳥以潘塔納爾濕地作為繁殖與獵食的場所。另外也有19種的鸚鵡（其中5種為金剛鸚鵡）棲息於此。此外，在潘塔納爾濕地也有發現數種候鳥，包括金斑鴴、游隼與長刺歌雀。
棲息於潘塔納爾濕地的魚類多半為食碎屑動物，從沉積物或植物表面上攝取碎屑為食；且能夠適應濕地的低含氧水體。除了潘塔納爾濕地之外，這些魚類還能透過季節性的氾濫往來於各河道及氾濫平原之間。
除了凱門鱷外，其他棲息於潘塔納爾濕地的爬蟲類包括黃水蚺、金泰加、紅腿象龜及美洲鬣蜥。

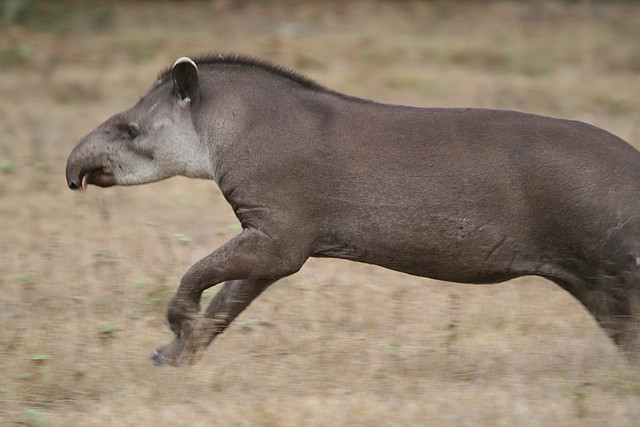
巴西貘
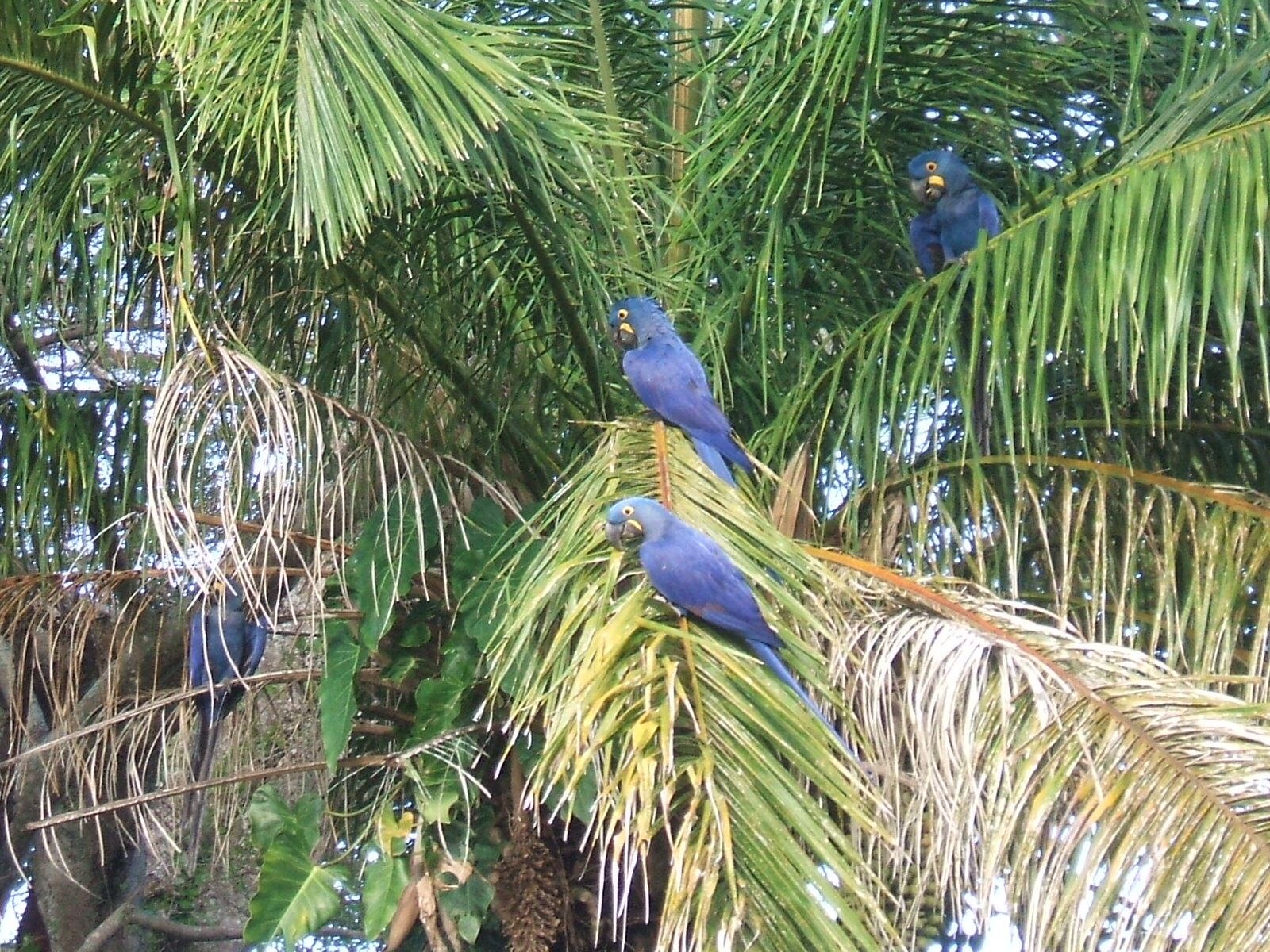
紫藍金剛鸚鵡
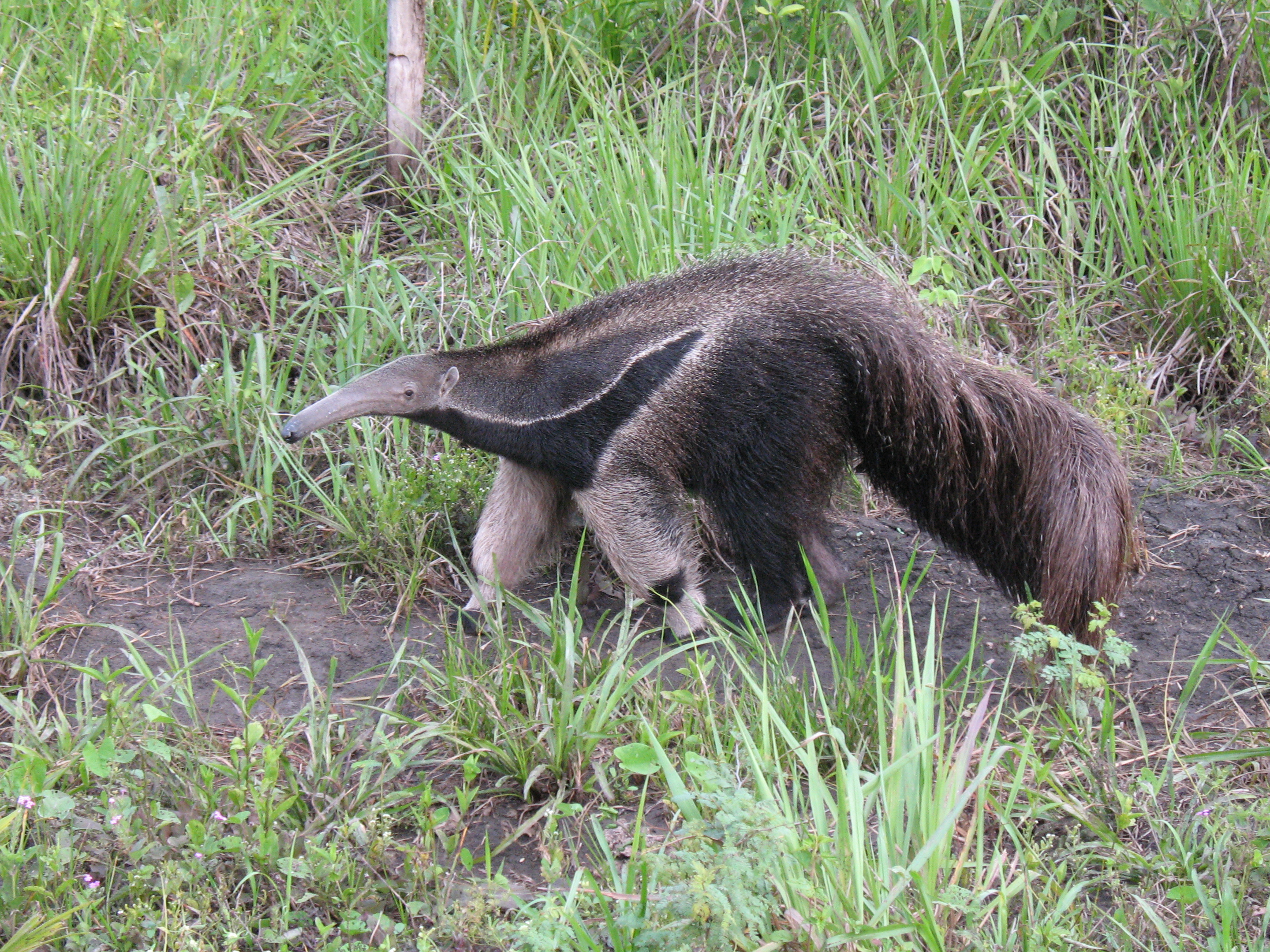
大食蟻獸
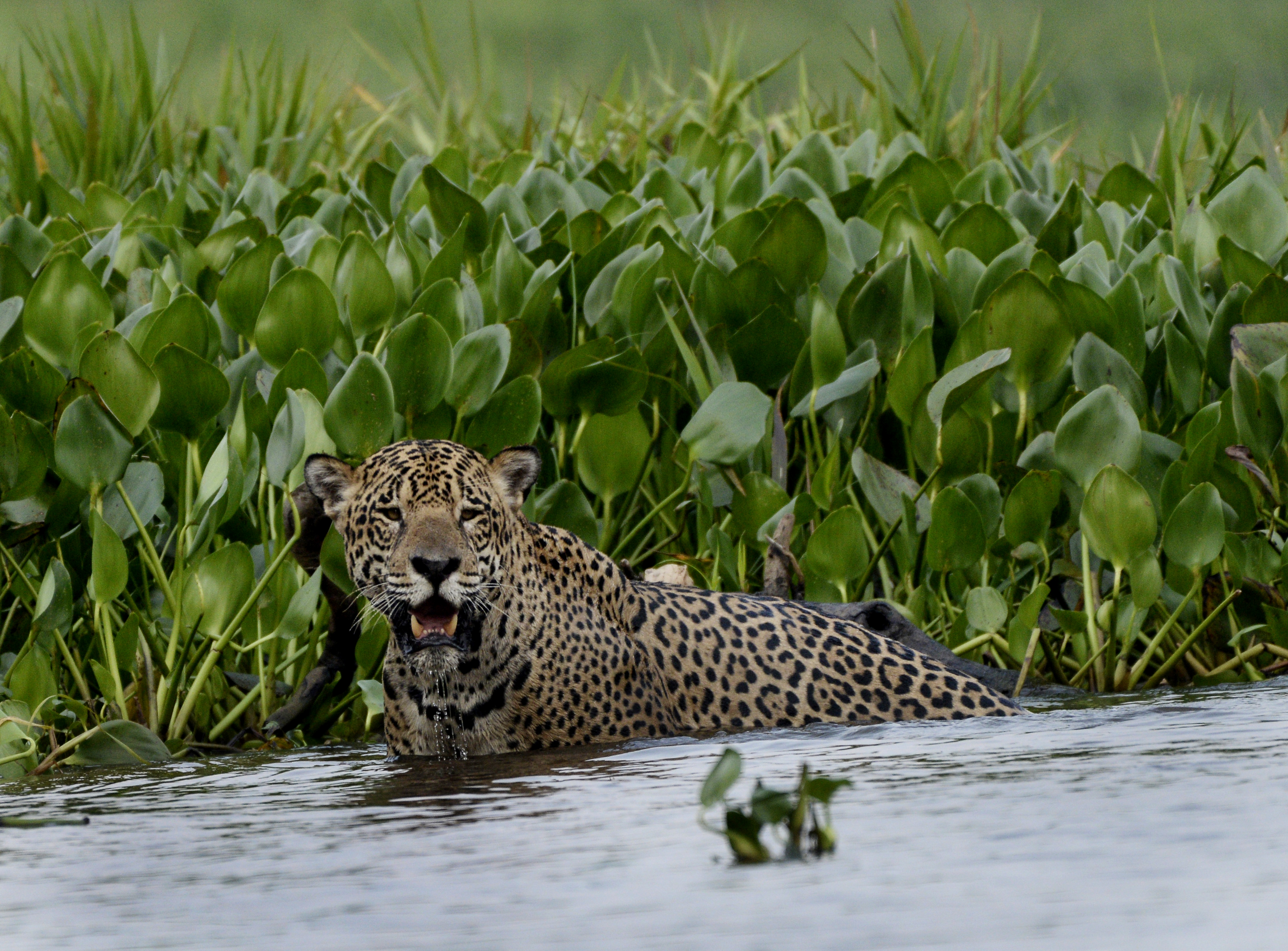
美洲豹
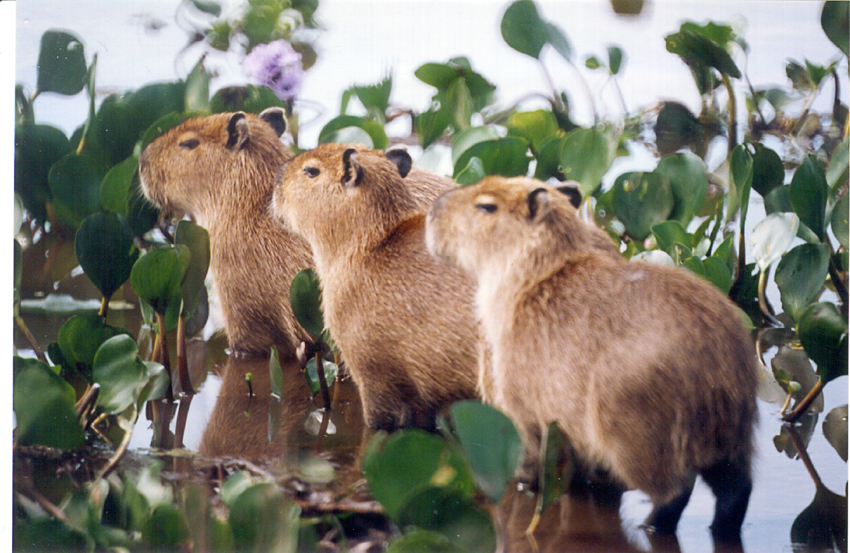
水豚
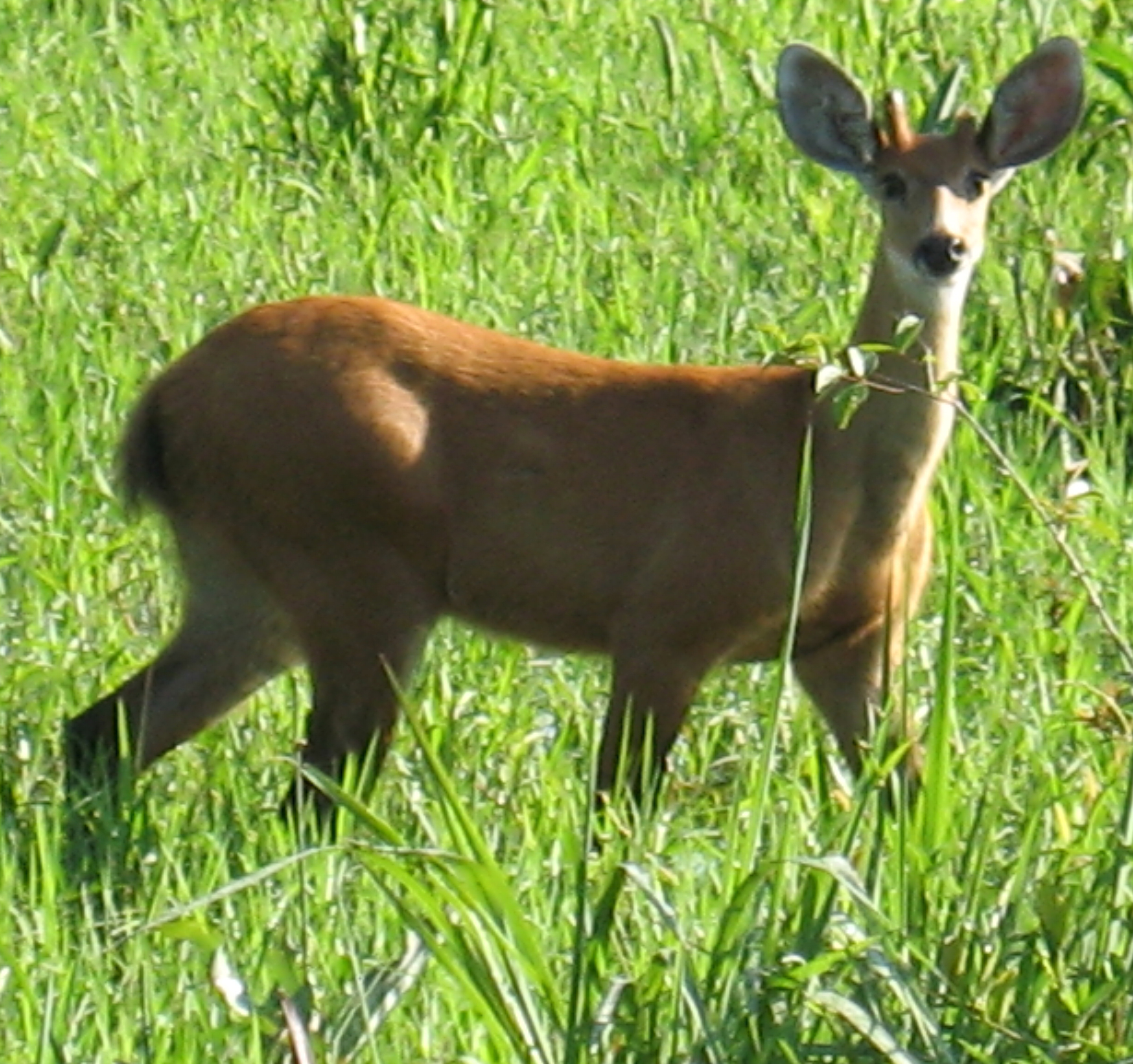
沼澤鹿
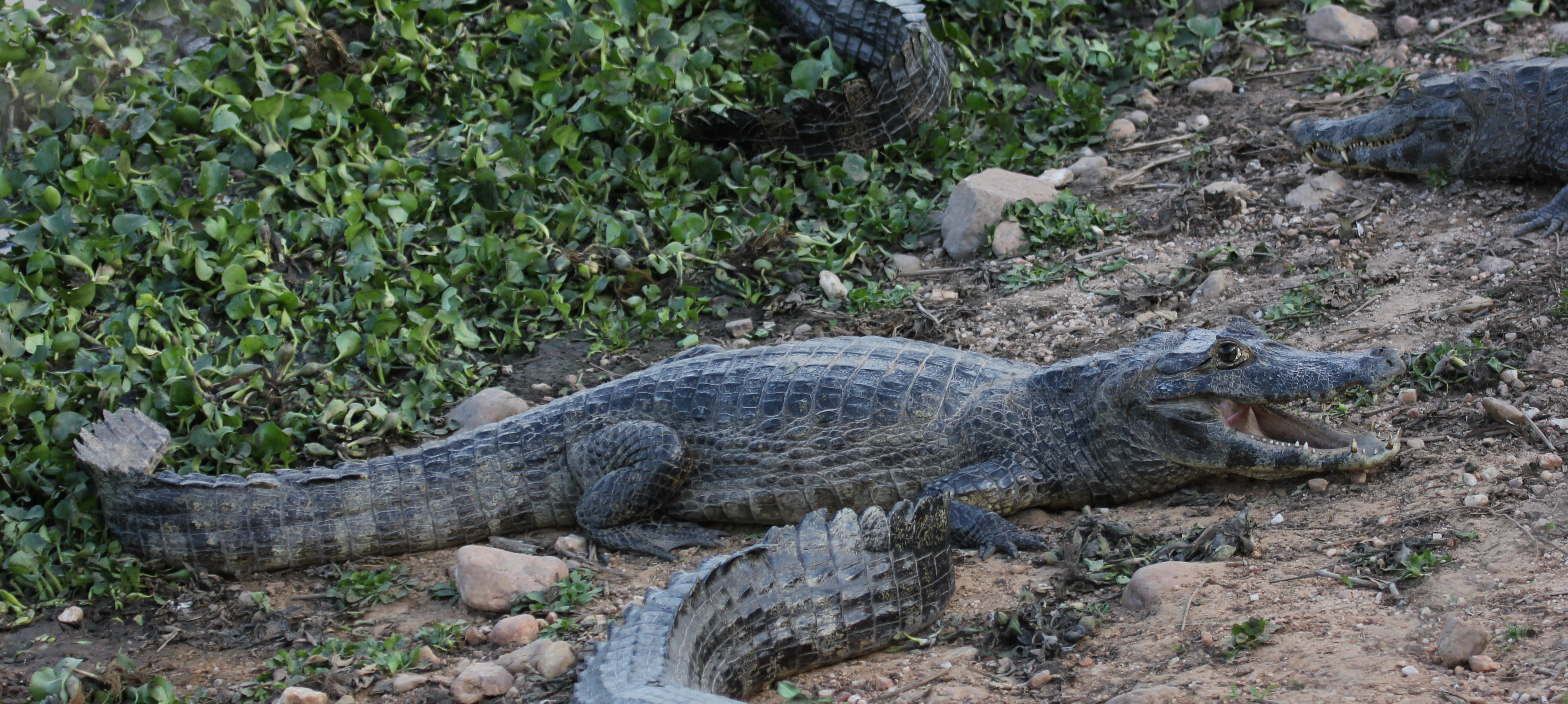
巴拉圭凱門鱷
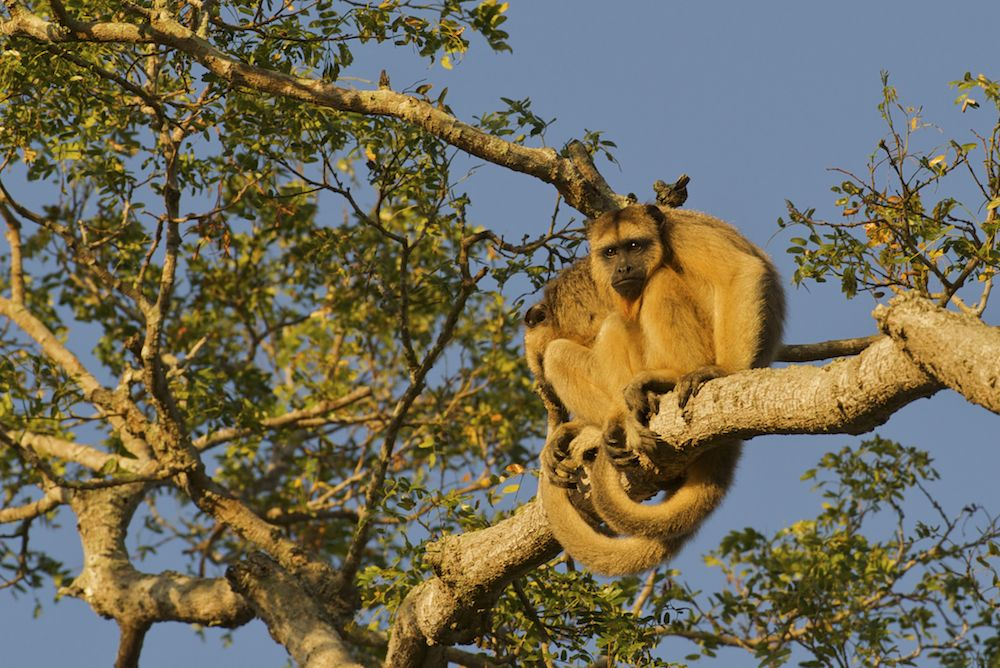
黑吼猴
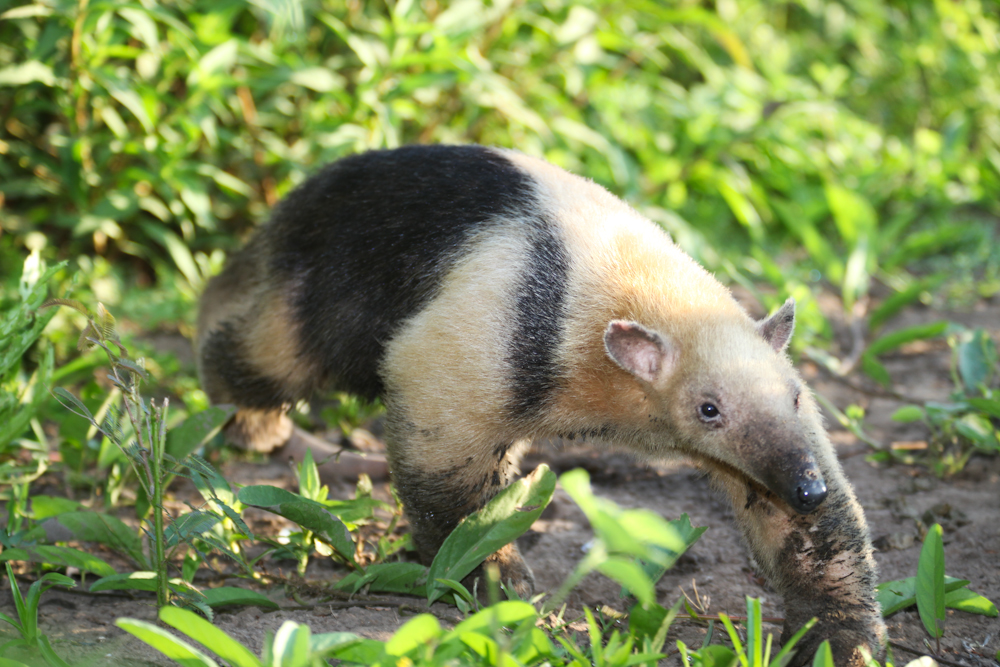
小食蟻獸
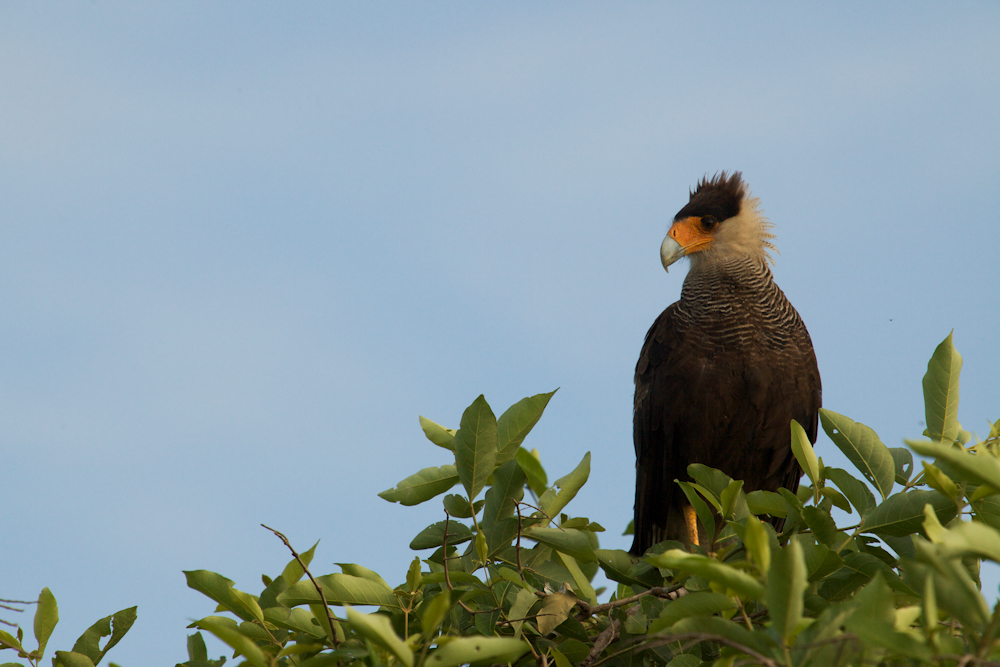
鳳頭卡拉鷹
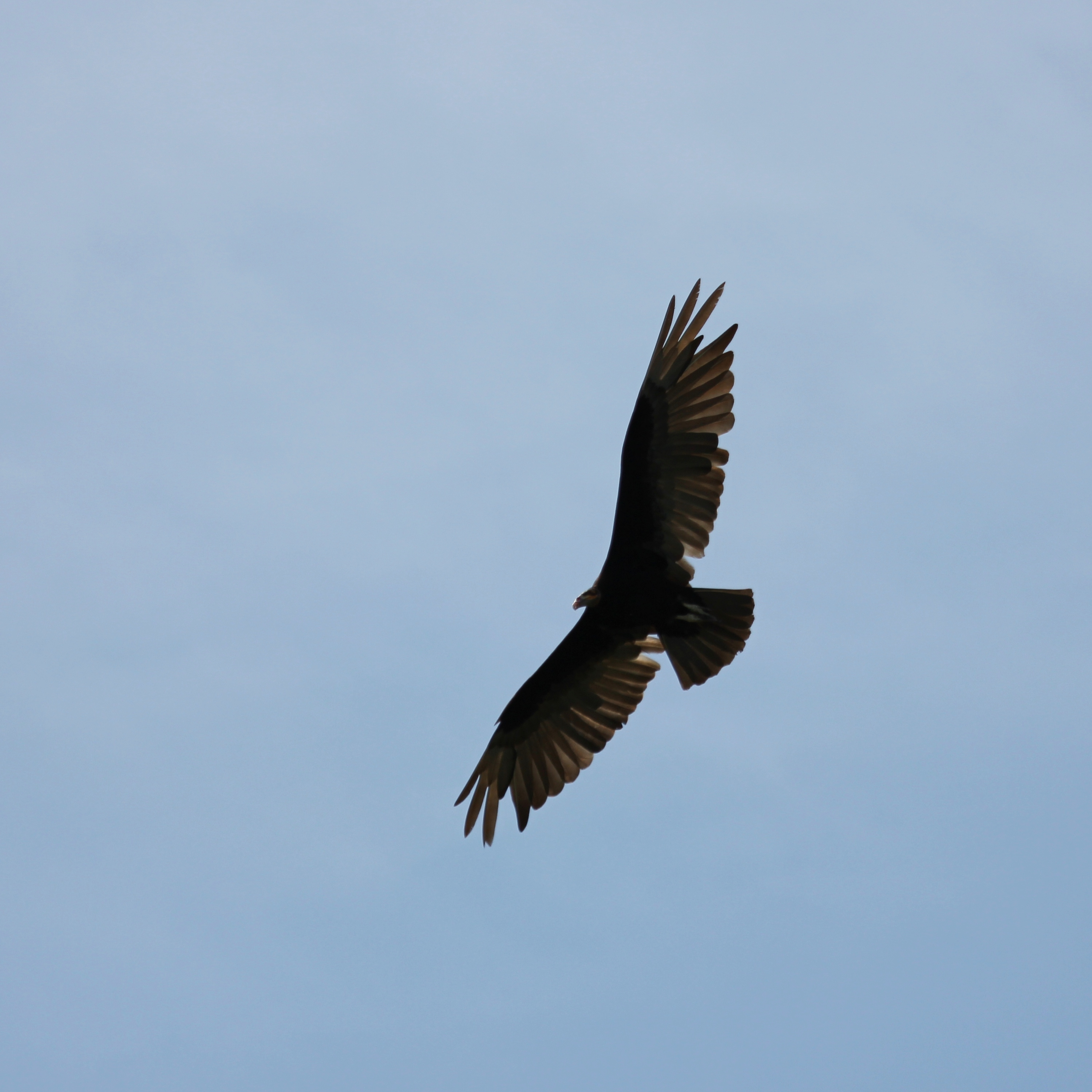
小黃頭美洲鷲（英语：Lesser yellow-headed vulture）

## 潘塔纳尔面臨的危機
潘塔纳尔湿地的生態系統正面臨人類活動所造成的危機，包括不受監管的釣魚消遣、狩獵、偷運瀕危物種（凱門鱷、美洲豹、山貓、鸚鵡）、不受監管的旅遊活動、森林砍伐、火耕。在過去的雨季，泛濫的水位很高，淹沒了很多的耕地。洪水退卻將大量殺蟲藥沖入河道及湖泊，殺死大量的魚。
2020年，潘塔納爾濕地發生持續數個月的火災，火災波及潘塔納爾濕地10%以上的面積，嚴重影響當地生態環境。

## 潘塔纳尔馬托格羅索國家公國
位於巴西境內的潘塔纳尔湿地部份被劃為潘塔納爾馬托格羅索國家公國（Pantanal Matogrossense National Park）並加以保護。國家公園成立於1981年9月，佔地1,350平方公里，位於馬托格羅索州的Poconé自治市，古魯匹河（River Gurupi）及Bahía de Sao Marcos的河口之間。
公園於1993年5月24日根據湿地公约列入国际重要湿地名录。
近年來，巴西為了保護區內的野生動物，當地政府和有關部門不但加強對當地居民進行環保教育，並加強管制措施，例如在濕地的一些主要入口設立檢查站，嚴禁捕殺獵物和砍伐樹木，並且對可捕殺的水生動物的種類和大小都有嚴格規定。政府更規定，凡是牧場的牛隻遭到美洲豹襲擊，均可向政府索取賠償，但嚴格禁止獵殺美洲豹。

## 註腳
1. ↑  . Ramsar Sites Information Service.   [25 April 2018]. （原始内容存档于2021-02-25）.
2. ↑  . Ramsar Sites Information Service.   [25 April 2018]. （原始内容存档于2020-10-04）.
3. ↑  原文引錄："The formation of the Pantanal is a result of the large concave pre-Andean depression of the earth's crust, related to the Andean orogenesis of the Tertiairy. It constitutes
an enormous internal delta, in which several rivers flowing fromt eh Plateau merge, depositing their
sediments and erosion residues, which have been filling, throughout the years, the large depression
area of the Pantanal." Wetland.org Information Sheet on Ramars Wetland[永久]
4. ↑  Keddy, Paul; Fraser, Lauchlan. . Cambridge University Press. 2005  [2008-08-31].[]
5. ↑  Junk, Wolfgang J.; Brown, Mark; Campbell, Ian C.; Finlayson, Max; Gopal, Brij; Ramberg, Lars; Warner, Barry G. . Aquatic Sciences. 2006-09-29, 68 (3): 400–414. ISSN 1015-1621. S2CID 24369809. doi:10.1007/s00027-006-0856-z.
6. ↑  Fellerhoff C. . Isotopes Environ Health Stud. 2002, 38 (4): 227–43. PMID 12725426. S2CID 204150084. doi:10.1080/10256010208033268.
7. ↑  . Nature Box.   [9 September 2016]. （原始内容存档于1 June 2016）.
8. ↑  . BBC Two. 1 July 2012  [9 September 2016]. （原始内容存档于2021-12-23）.
9. ↑  Frederick A. Swarts 2000，第7頁.
10. ↑  Alho, Cleber J. R.; Vieira, Luiz M. . Environmental Toxicology and Chemistry. 1997, 16 (1): 71–74. ISSN 1552-8618. doi:10.1002/etc.5620160107  （英语）.
11. 1 2  McClain, Michael E. . International Association of Hydrological Sciences. 2002  [2008-08-31]. ISBN 1-901502-02-3. （原始内容存档于2021-12-23）.
12. ↑  .   [2020-09-19]. （原始内容存档于2020-09-16）.

## 外部連結
- 世界最大濕地：潘塔納爾沼澤地
- WWF生態區檔案 （页面存档备份，存于）
- World Conference on Preservation and Sustainable Development（世界保育及持續發展會議） （页面存档备份，存于）
- 拉姆薩爾濕地公約 — 潘塔納爾濕地資料
- Pressure on the Pantanal （页面存档备份，存于） 討論發展對潘塔納爾濕地造成的壓力，Roderick Eime
- Brazil's other great wilderness（巴西另一個偉大野郊） （页面存档备份，存于） Guardian 旅遊文章，2005年9月10日
- World's largest wetland under threat（全球最大濕地面臨威脅） （页面存档备份，存于） Planet Ark文章，2006年1月3日